# 「また、必ず会おう」と誰もが言った。
『「また、必ず会おう」と誰もが言った。』（また、かならずあおうとだれもがいった）は、喜多川泰による日本の小説。およびそれを原作とした日本映画。略称は「またかな」。

## 概要
「偶然出会った、たくさんの必然」という副題が付く。
ささいな嘘がきっかけで一人旅をすることになった男子高校生の成長を描いており、物語は主人公の一人称の語りで進む。
2012年、公益法人読書推進運動協議会による「若い人に贈る読書のすすめ 24冊」の1冊に選出された。

## あらすじ
熊本の高校二年生、秋月和也は、自分を「ウソつきで、プライドが高い」と分析している。夏休みの登校日、修学旅行で行くことになった東京ディズニーランドに浮かれる同級生たちを見下したい和也は「ディズニーランドに行ったことがある」と嘘をつき、新学期に証拠写真を見せなければならなくなった。和也は母親に「友達三人と大学受験の下見を兼ねて博多に行く」と嘘をつき、格安ツアーを利用して一人で東京ディズニーランドへ行き写真を撮る。その帰り、羽田空港へ向かう直通バスが事故渋滞に巻き込まれ、和也は搭乗予定であった飛行機に乗れなくなってしまった。
所持金はわずか3400円。途方に暮れていた和也に「おい、そこの若者!」と、空港で働く“おばさん”田中昌美が声をかける。和也はおばさんの親切で川崎の自宅アパートに泊めてもらい、命ずる通りに電話で母親にすべての事情を打ち明けた。おばさんは「これは人間として大きくなるチャンスだから」と、貸すつもりでいた金を貸さず、和也に自力で熊本まで帰ることを勧め、さらに「居候としての心構え」を教え込む。
和也は青春18きっぷを購入し、おばさんの別れた息子・雄太に会うために静岡まで行くことにする。そこから、雄太が勤める吉祥寺の美容室の店長・木原、小田原の警察官・太田、小田原から西へ行くヒッチハイクに応じてくれたトラック運転手・柳下とその娘の千里、四国へ行くフェリーの中で柳下を助けた医師・和田などと出会う。それら「普通の人々」の言葉によって、「ウソつきで、プライドが高い」「本気になるのはカッコ悪いと思っていた」和也は、自分について、人生について考え出す。

## 映画
2013年9月28日公開。「青春ロードムービー」と発表された。主演の佐野岳は本作が映画初出演・初主演となる。
主人公・和也の姓は「秋月」から「香月」に変わっている。和也の旅の行程は原作とはほとんど異なっており、映画のみのオリジナルキャストが多く登場する。原作に登場する人物でも、その設定や性格が原作と映画では異なっている場合が多い。
主題歌に起用された元ちとせの「幻の月」は、2002年のシングル「ワダツミの木」のカップリングとして発表された楽曲である。主題歌のほか、劇中各所で旋律が使用されている。
2013年11月、『ケープタウン&ワインランド国際映画祭』プレビューフェスティバル、
第5回『周南「絆」映画祭』特別上映作品、2014年11月、第18回『うえだ城下町映画祭』特別上映作品に出品される。
2014年、全国映画感想文コンクール実施委員会が開催する「映画感想文コンクール2014」の推薦映画（高学年向け）に選定される。
2015年3月、バリアフリー（日本語字幕・音声ガイド付与）にて、全国の中学校、高等学校、特別支援学校などで無償上映を実施する企画「『またかな』学校上映プロジェクト」が立ち上がる。クラウドファンディングで目標を超える支援を得る。
2015年4月25日群馬県太田市で、『映画「またかな」特別上映会＆ロックバンドおかんスペシャルライブ』が開催される。
ヴォーカルDAIからは、“ロックバンド「おかん」を愛してくれるみんなにも絶対に見て欲しい映画!!”と評される。。

### キャスト
- 香月和也 - 佐野岳
- 田中昌美 - 杉田かおる
- 島津純 - 嶋田久作
- 秋山荘介 - 塚本晋也
- 太田 - 徳井優
- 食堂のおばちゃん・一枝 - 水木薫
- 和田聡 - 戸田昌宏
- 乾由紀恵 - 唯野未歩子
- 柳下亮平 - 瀧澤翼
- 柳下富江 - 角替和枝
- 香月夕子 - 古村比呂
- 香月道彦 - 国広富之
- 柳下吉治 - イッセー尾形

### スタッフ
- 監督 - 古厩智之
- プロデューサー - 丹羽多聞アンドリウ
- 脚本 - 加藤淳也
- 原作 - 喜多川泰 『「また、必ず会おう」と誰もが言った。』（サンマーク出版）
- 製作総指揮 - 余田光隆
- 製作 - 衣笠幸雄、渡辺香、小野寺廉
- 企画プロデュース - 川上孝裕
- 音楽 - 遠藤浩二
- 主題歌 - 元ちとせ「幻の月」（エピックレコードジャパン）
- 製作 - 「またかな」製作委員会（TBSサービス 、BS-TBS、TCエンタテインメント）
- 協力 - アサヒ緑健、熊本放送
- 配給 - BS-TBS
- 制作協力 - ビデオプランニング
- 配給協力 - アーク・フィルムズ
- 宣伝 - る・ひまわり

### 映像ソフト化
Blu-rayとDVDが2014年3月7日にTCエンタテインメントより発売された。バリアフリー仕様（視覚障害者対応日本語音声ガイド・聴覚障害者対応日本語字幕・英語字幕を収録）。

### 評価
『キネマ旬報』にて「五つ星」の評価を受け、『映画芸術』では「2013年日本映画ベスト20位」に決定する。

## ミュージカル
公演日程
2018年11月14日 - 11月18日、全労済ホールスペース・ゼロ

### キャスト
- 香月和也 - 長江崚行
- 田中昌美 - 杜けあき
- 千里 - 松岡侑李
- 柳下 - 石坂勇
- 和也の母 - 多岐川装子
- 雄太 - 関根慶祐
- 太田 - 豊田豪
- 和田 - Adam
- 和也の兄 - 桐矢彰吏
- 木原 - 安城うらら
- 三品/雄太の祖父 - 西村秀人

演奏
- ピアニスト - 村井一帆
- バイオリニスト - RiO

### スタッフ
- 脚本・作曲：まきりか
- 演出：本藤起久子
- 音楽監督：村井一帆
- 歌唱指導：泉里沙
- 舞台監督：笹浦暢大

ほか
- 主催：文化放送／ミュージカル「またかな」実行委員会
- 企画製作：全栄企画

## オーディオブック
2013年3月20日よりオトバンクのFeBe（フィービー）にてオーディオブック化された。朗読は市村徹が担当した。